# Кумарин
Кумари́н (англ. coumarin), або 2Н-хромен-2он — ароматична органічна хімічна сполука з формулою C9H6O2.
Молекулу можна описати як молекулу бензолу з двома прилеглими атомами водню, заміненими лактоноподібним ланцюгом −(CH)=(CH)−(C=O)−O−, що утворює другий шестичленний гетероцикл, і ділить два атоми вуглецю з бензольним кільцем. Сполуку можна віднести до хімічного класу бензопіронів та розглядати як лактон.
Кумарин — безбарвна кристалічна тверда речовина із солодкуватим запахом, що нагадує запах ванілі, та має гіркий смак. Міститься в багатьох рослинах, де, ймовірно, служить хімічним захистом від хижаків. Споріднена з кумарином сполука, що інгібує синтез вітаміну К, використовується як рецептурний препарат варфарин — антикоагулянт — для інгібування утворення тромбів, тромбозу глибоких вен та легеневої емболії.

## Етимологія
Кумарин походить від coumarou, французького слова для бобів тонка. Слово тонка для бобів тонка взято з мови галібі (карибської групи), якою розмовляють вихідці з Французької Гвіани, звідки походить ця рослина. Стара назва роду, Coumarouna, була утворена від іншої назви дерева мовою тупі того ж регіону, kumarú.

## Історія
Вперше кумарин був виділений із зерен тонки в 1820 році А. Фогелем із Мюнхена, який спочатку прийняв його за бензойну кислоту.
Також у 1820 році Ніколя Жан Батист Гастон Гібур (1790—1867) із Франції самостійно виділив кумарин, але він зрозумів, що це не бензойна кислота. У наступному нарисі, який він представив аптечному відділу Паризької медичної академії, Гібур назвав нову речовину кумарином.
У 1835 р. французький фармацевт А. Гілльмет довів, що Фогель і Гібур виділили одну і ту ж речовину. Вперше кумарин був синтезований в 1868 році англійським хіміком Вільямом Генрі Перкіном.
Кумарин є невід'ємною частиною жанру парфумерії «фужер» із тих пір, як він уперше був використаний у «Fougère Royale» від Houbigant в 1882 році.

## Синтез
Кумарин може бути отриманий з допомогою ряду іменних реакцій. Реакція Перкіна між саліциловим альдегідом і оцтовим ангідридом є поширеним способом промислового синтезу кумарину:
Конденсація Пехмана забезпечує інший спосіб отримання кумарину та його похідних, як і ацилювання Костанецького, яке також може використовуватися для отримання хромонів.

## У природі
Кумарин у природі міститься в багатьох рослинах, зокрема у високій концентрації в зернах тонка (Dipteryx odorata). Також зустрічається у пахучій траві (Anthoxanthum odoratum), підмареннику запашному (Galium odoratum), чаполочі пахучій (Hierochloe odorata) та буркуні (рід Melilotus), які названі так у зв'язку із запахом кумарину.

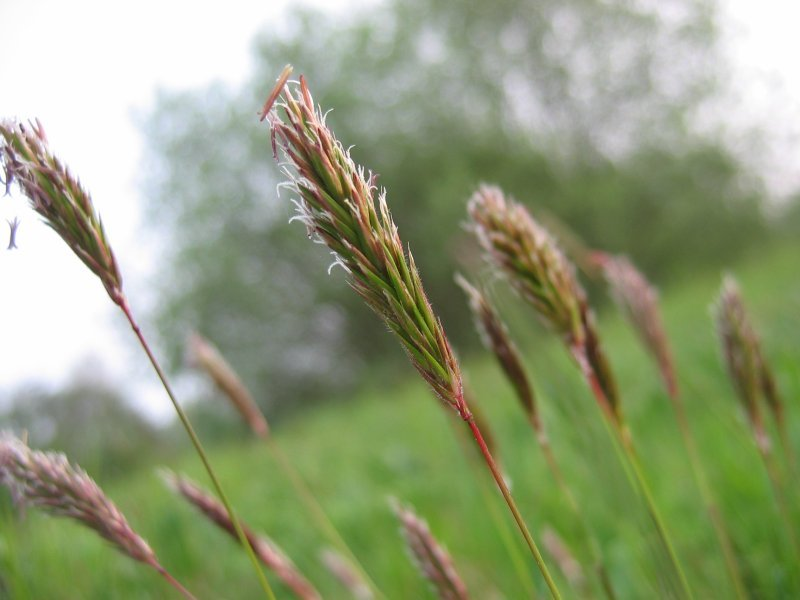
Пахуча трава звичайна (Anthoxanthum odoratum)
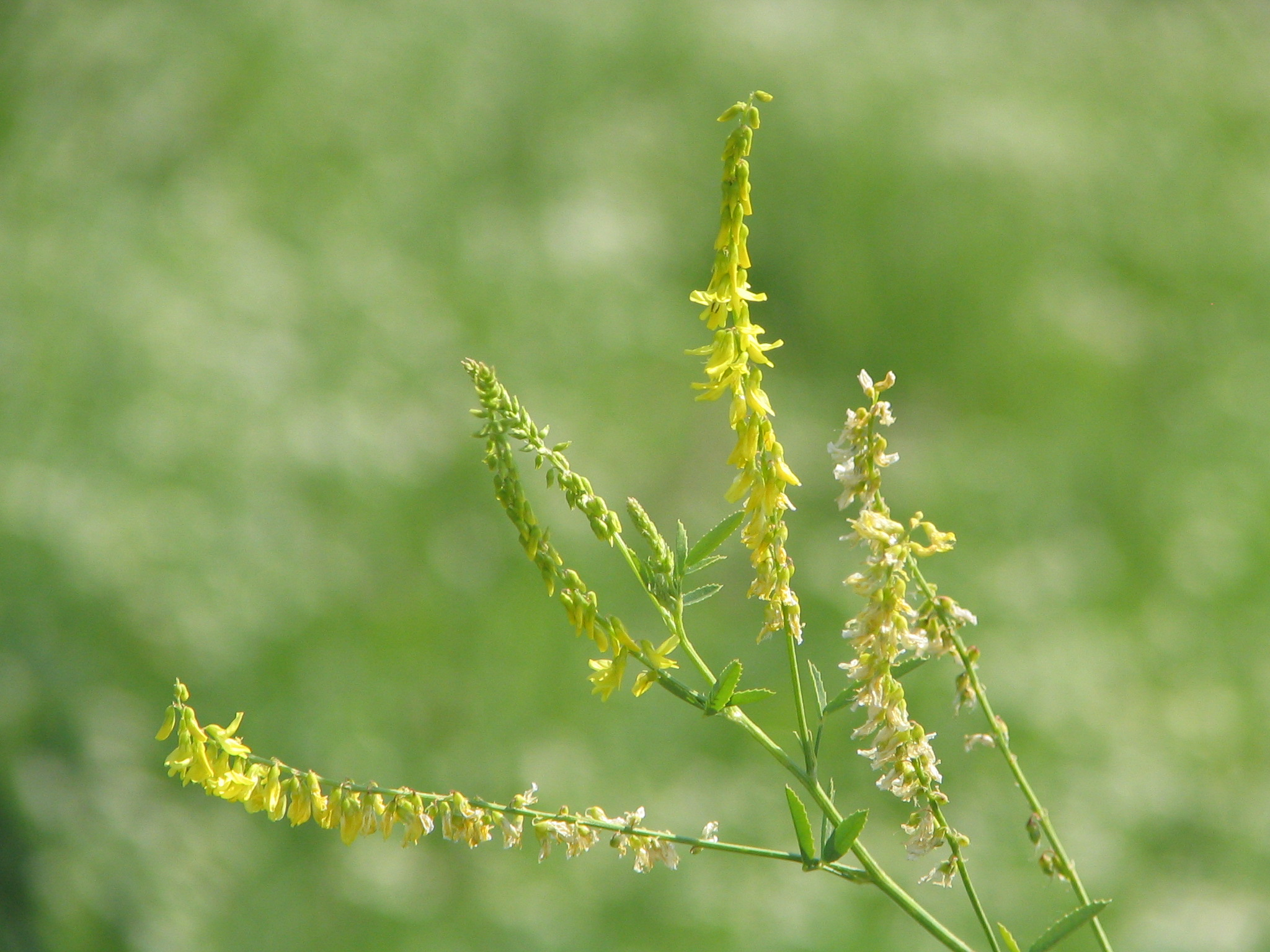
Буркун лікарський
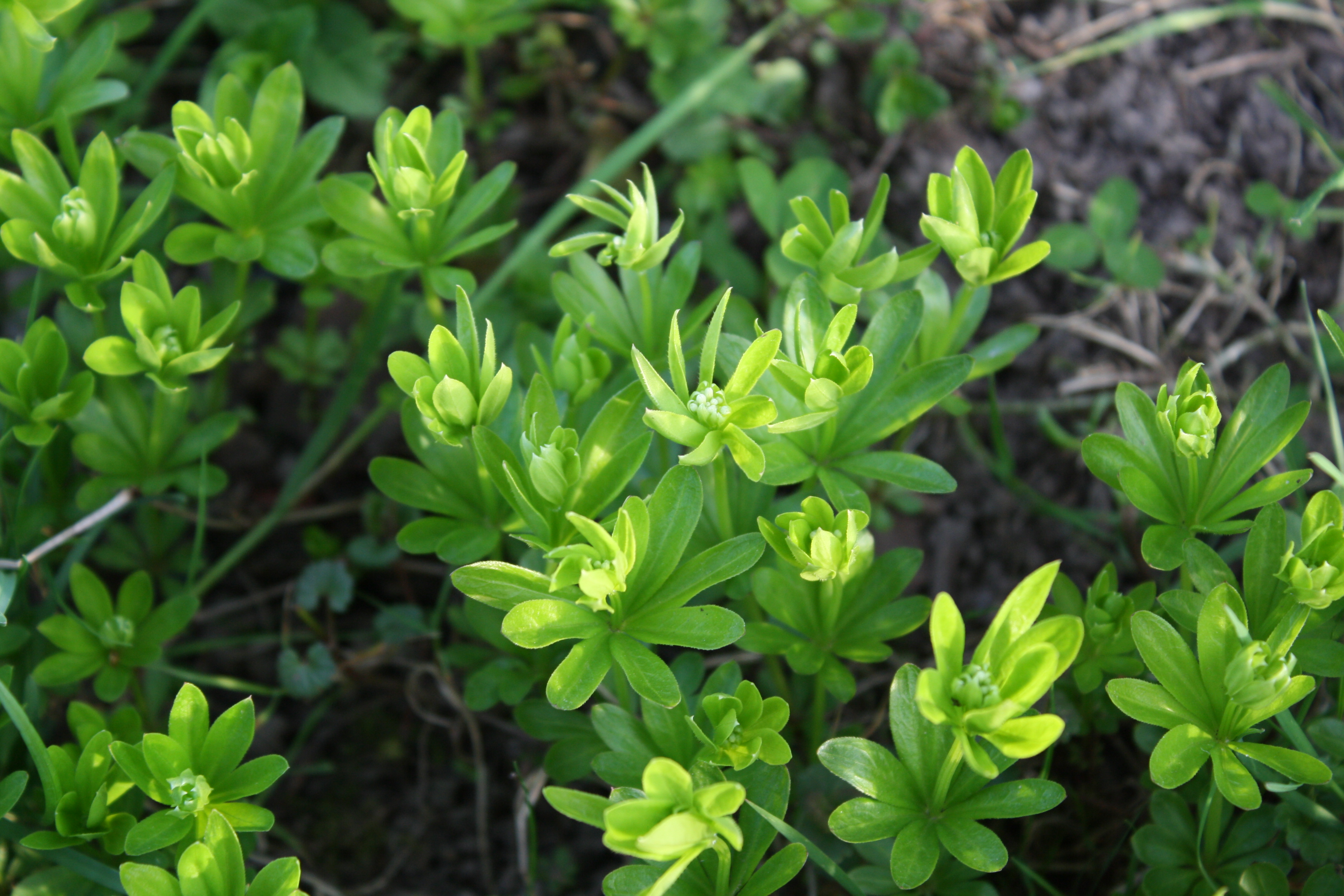
Підмаренник запашний
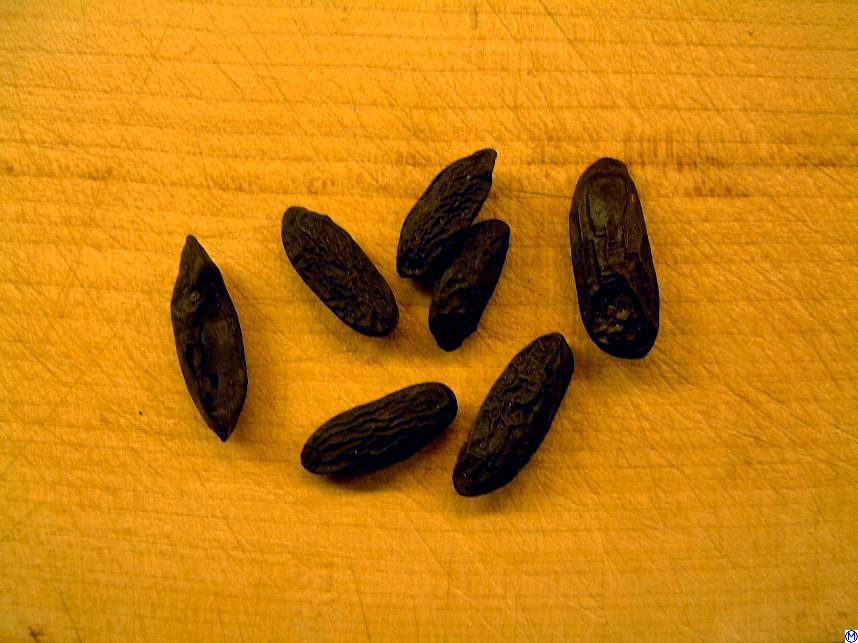
Боби тонка як приправа

Інші рослини зі значним вмістом кумарину — це коричник китайський (не плутати зі справжньою корицею, Cinnamomum verum, та цейлонською корицею Cinnamomum zeylanicum, які містять мало кумарину), ванільний лист (Carphephorus odoratissimus), дивина (рід Verbascum), та багато видів вишневоцвітих (з роду Prunus). Кумарин також міститься в екстрактах Justicia pectoralis. Пов'язані сполуки знайдені в деяких, але не у всіх зразках роду Glycyrrhiza, в тому числі й у корені солодки.
Кумарин у природі міститься також у багатьох їстівних рослинах, таких як полуниця, чорна смородина, абрикоси та вишня.

### Біологічна функція
Кумарин має властивість пригнічення апетиту, що може перешкоджати тваринам їсти рослини, що містять його. Хоча сполука має приємний солодкуватий запах, вона має гіркий смак, і тварини, як правило, уникають цього.

### Обмін речовин
Біосинтез кумарину в рослинах відбувається шляхом гідроксилювання, гліколізу та циклізації коричної кислоти. У людини фермент, кодований геном UGT1A8, має глюкуронідазну активність у багатьох субстратах, включаючи кумарини.

## Споріднені сполуки та похідні
Кумарин та його похідні вважаються фенілпропаноїдами.
Деякі похідні кумарину, що зустрічаються в природі, включають умбеліферон (7-гідроксикумарин), ескулетин (6,7-дигідроксикумарин), псорален та імператорин.
4-фенілкумарин є основою неофлавонів, різновидом неофлавоноїдів.
Сполуки, отримані з кумарину, також називають кумаринами або кумариноїдами; ця родина включає:
- бродіфакум[19][20]
- бромадіолон[21]
- дифенакум[22]
- аураптен
- енсакулін
- фенпрокумон (Маркумар)
- PSB-SB-487
- PSB-SB-1202
- Скополетин можна виділити з кори Shorea pinanga[23]
- варфарин (кумадін)

Кумарин перетворюється на природний антикоагулянтний дикумарол низкою видів грибів. Це відбувається в результаті вироблення 4-гідроксикумарину, а потім (у присутності природного формальдегіду) в дісний антикоагулянт дикумарол, продукт ферментації та мікотоксин. Дикумарол відповідальний за хворобу, відому в історії як «хвороба солодкої конюшини» у худоби, яка їла запліснявілий силос із буркуну. В рамках базових досліджень існують попередні докази, що кумарин має різну біологічну активність, включаючи, зокрема, протизапальні, протипухлинні, антибактеріальні та протигрибкові властивості.

## Використання

### Медицина
Варфарин — кумарин під торговою маркою Coumadin — лікарський засіб, що відпускається за рецептом і використовується як антикоагулянт для інгібування утворення тромбів, а також при терапії тромбозу глибоких вен та легеневій емболії. Він може застосовуватися для запобігання повторному утворенню згустків крові від фібриляції передсердь, тромботичному інсульту та транзиторних ішемічних нападів.
Кумарини показали деякі докази біологічної активності та мають обмежене схвалення як фармацевтичні препарати для кількох медичних цілей, таких як лікування лімфедеми. Похідні і кумарину, і індандіону підвищують виділення сечової кислоти із крові, ймовірно, перешкоджаючи нефронам у реабсорбції.

### Прекурсор родентицидів
Кумарин використовується у фармацевтичній промисловості як реагент-прекурсор у синтезі ряду синтетичних антикоагулянтів, подібних до дикумаролу. 4-гідроксикумарини є різновидом антагоністів вітаміну К. Вони блокують регенерацію та переробку вітаміну К. Ці хімічні речовини іноді також неправильно називають «кумадінами», а не 4-гідроксикумаринами. Деякі з 4-гідроксикумаринових антикоагулянтів класу хімічних речовин розроблені для того, щоб мати високу ефективність та тривалий час перебування в організмі, і вони спеціально використовуються як родентициди («щуряча отрута»). Смерть настає через кілька днів до двох тижнів, як правило, від внутрішнього крововиливу.

### Лазерні барвники
Кумаринові барвники широко використовуються як посилювальні середовища в синьо-зелених регульованих лазерах на барвниках. Серед різних кумаринових лазерних барвників є кумарини 480, 490, 504, 521, 504T та 521T. Кумаринові тетраметилові лазерні барвники пропонують широку перестроюваність і високий коефіцієнт посилення лазером, також їх використовують як активне середовище в когерентних випромінювачах OLED та як сенсибілізатор у старих фотоелектричних технологіях.

### Парфуми та ароматизатори
Кумарин часто міститься у штучних замінниках ванілі, незважаючи на те, що він був заборонений як харчова добавка в багатьох країнах із середини 20 століття. Він все ще використовується як законний ароматизатор у милі, гумових виробах та тютюновій промисловості особливо для солодкого люлькового тютюну та деяких алкогольних напоїв.

## Токсичність
Кумарин є помірно токсичним для печінки та нирок із середньою летальною дозою (LD 50) 293 мг/кг, що є низьким значенням порівняно із спорідненими сполуками. Будучи лише дещо небезпечним для людини, кумарин є сильним гепатотоксином для щурів, проте меншою мірою для мишей. Гризуни метаболізують його здебільшого до епоксиду 3,4-кумарину, токсичної, нестійкої сполуки, яка при подальшому диференційному метаболізмі може спричинити рак печінки у щурів та пухлини легенів у мишей. Люди метаболізують його переважно до 7-гідроксикумарину, сполуки з меншою токсичністю. Німецький федеральний інститут оцінки ризиків встановив допустимий добовий прийом (TDI) 0,1 мг кумарину на кг маси тіла, але також повідомляє, що більш високе споживання протягом короткого часу не є небезпечним. Адміністрація охорони праці (OSHA) США не класифікує кумарин як канцероген для людей.
Європейські агентства охорони здоров'я застерігають від споживання великої кількості коричника, одного із чотирьох основних видів кориці, через вміст кумарину. За даними Німецького федерального інституту з оцінки ризиків (BFR), 1 кг порошку кориці (китайського коричника) містить приблизно 2,1-4,4 г кумарину. Одна чайна ложка порошку кориці з коричника містить від 5,8 до 12,1 мг кумарину, що може бути вищим допустимого добового значення споживання для менших осіб. Однак BFR лише застерігає від високого щоденного споживання продуктів, що містять кумарин. У його звіті конкретно зазначено, що цейлонська кориця (Cinnamomum verum) містить «навряд чи будь-який» кумарин.
Європейський Регламент (ЄС) № 1334/2008 описує такі граничні норми для кумарину: 50 мг/кг у традиційних та/або сезонних хлібобулочних виробах, що містять посилання на корицю на маркуванні, 20 мг/кг у кашах для сніданку, включаючи мюслі, 15 мг/кг у дрібних хлібобулочних виробах, за винятком традиційних та/або сезонних хлібобулочних виробів, що містять посилання на корицю на маркуванні, та 5 мг/кг у десертах.
Дослідження Данської ветеринарної та харчової адміністрації у 2013 році показало, що хлібобулочні вироби, що характеризуються як вишукані хлібобулочні вироби, перевищують європейську межу (15 мг/кг) у майже у 50 % випадків.
Кумарин був заборонений як харчова добавка в США у 1954 році, значною мірою через гепатотоксичність для гризунів. В даний час кумарин входить до списку Управління з контролю за продуктами та ліками США (FDA) США серед «Речовин, які зазвичай заборонені від прямого додавання або використання як їжа для людини» але деякі природні добавки, що містять кумарин, дозволені «лише в алкогольних напоях». В Європі популярними прикладами таких напоїв є Maiwein (біле вино з підмаренником) та Zubrówka, горілка зі смаком чаполочі пахучої.
Кумарин підпадає під обмеження щодо його використання в парфумерії оскільки деякі люди можуть бути чутливими до нього, однак докази того, що кумарин може спричинити алергічну реакцію у людей, є суперечливими.
Незначна неврологічна дисфункція була виявлена у дітей, які під час вагітності зазнавали дії антикоагулянтів аценокумарол або фенпрокумон. Групу з 306 дітей тестували у віці 7–15 років для визначення незначних неврологічних ефектів від впливу антикоагулянтів. Результати показали залежність доза-реакція між експозицією антикоагулянтів та незначними неврологічними дисфункціями. Загалом, у дітей, які зазнали дії антикоагулянтів, які спільно називають «кумаринами», спостерігалося збільшення незначних неврологічних дисфункцій на 1,9 (90 %). На закінчення дослідники заявили: «Результати свідчать про те, що кумарини впливають на розвиток мозку, що може призвести до легких неврологічних дисфункцій у дітей шкільного віку».
Присутність кумарину в сигаретному тютюні змусила керівника компанії Brown & Williamson доктора Джеффрі Віганда зв'язатися з телеканалом CBS 60 хвилин у 1995 році, заявивши, що у тютюні є «форма отрути для щурів». Він вважав, що з точки зору хіміка кумарин є «безпосереднім прекурсором» родентициду кумадину. Пізніше доктор Віганд заявив, що сам кумарин небезпечний, зазначивши, що FDA заборонила його додавання в їжу для людей в 1954 році Згідно зі своїми пізнішими свідченнями, він неодноразово класифікував кумарин як «специфічний для легенів канцероген». У Німеччині кумарин заборонений як добавка до тютюну.
Алкогольні напої, що продаються в Європейському Союзі, не можуть мати більше 10 мг/л кумарину за законом.